# XTM (텔레비전 채널)
XTM은 대한민국의 남성 라이프스타일·엔터테인먼트·스포츠 텔레비전 채널이었다.
본래 2003년 10월 1일(구) CJ미디어 CJ E&M 미디어콘텐츠부문에서 일본의 AXN을 모델로 삼아 론칭한 익스트림/액션영화 채널이었지만 같은 계열사의 수퍼액션 채널과 장르가 흡사하여, 2018년 1월 25일까지 남성층에 특화된 라이프스타일·엔터테인먼트·스포츠 채널로 변경되었으며 "남자의 날을 세워라"를 슬로건으로 내걸었고, 개국 당시 세계 최초로 돌비 5.1채널 방송을 시작하였다.
CJ미디어에서 기존의 DIY 채널을 인수하여 DIY 채널이 방송되던 몇몇 SO와 KT스카이라이프 (당시 채널 323번)에서 개국하였다.
2005년 스카이라이프 공급 중단 사태가 발생하기도 하였으나 KT스카이라이프가 제출한 공급중단취소 가처분 신청을 법원이 흔쾌히 받아들임으로써 프로그램 공급이 재개되었다.
2012년 이후에는 스포츠 프로그램에 주력하며 프로 축구, 프로 농구를 매일 1경기씩 중계하며 신생 야구 팀 NC 다이노스의 퓨처스 리그, 격투기경기 ROAD FC, 세계 최고의 테니스 대회인 US OPEN 경기를 중계하기도 했다. Xports의 폐국 후 CJ E&M이 중계권을 재취득하여 2014년까지 프로 야구 중계도 했었다. (단, 중계방송은 SPOTV가 제작.) 2005년부터 2011년까지 프로레슬링 WWE RAW를 방영하기도 하였다.
그러나 폐국되었고, 2018년 1월 26일에 XtvN으로 개국하였다.

## 프로그램
- 탑 기어 코리아
- 야구랭크쇼 WINDUP
- 베이스볼 워너비[1]
- HOMME 4.0
- 절대남자 : DYNAMIC GYM SHOW
- 남자들의 동영상 랭크쇼 M16
- 맨즈 TOY 매뉴얼〈가제트〉
- 여신밴드
- 버리드 라이프
- MY 성공 BUSINESS[2]
- Men's apps
- 게임 MANLAB
- 싸움의 고수 주먹이 운다
- 100% 리얼 추격〈원티드〉
- 럭키 스트라이크 300
- '그'녀는 '당'신에게 '반'하지 않았다
- GUYS MAKE WONDER
- 스타게이트 유니버스
- THE X FACTOR
- 히어로는 슈트를 입는다
- 컨텐더 : 얼티밋 무에타이
- 지옥의 레이스 : Bullrun
- 거침없이 와인드 업!
- 익스트림 서바이벌 레이싱퀸
- 걸스 슈퍼볼 LFL
- 트라우마
- 맨케이브 : 남자만의 비밀 공간
- 죽어야 사는 남자, 제시 제임스
- STAR'N The CITY
- Director's Choice
- 썬즈 오브 아나키 2
- 드리프트 가이 준맹
- 백지연의 끝장토론
- 앙녀쟁투
- 新 데릴사위
- MISSION X - Challenge 8
- Jump! 시즌2
- 생방송 젊은 토론 설전
- GO! 슈퍼코리안
- 도와주십Show 시즌3
- 러브 인 몰디브
- 달콤 살벌한 대결
- i 시즌2
- 엑스트림 토크쇼 X-RAY 시즌2
- 아드레날린
- 더 벙커
- The Style Class